# 4 (7) Gliwicki Pułk Piechoty im. Stefana Batorego

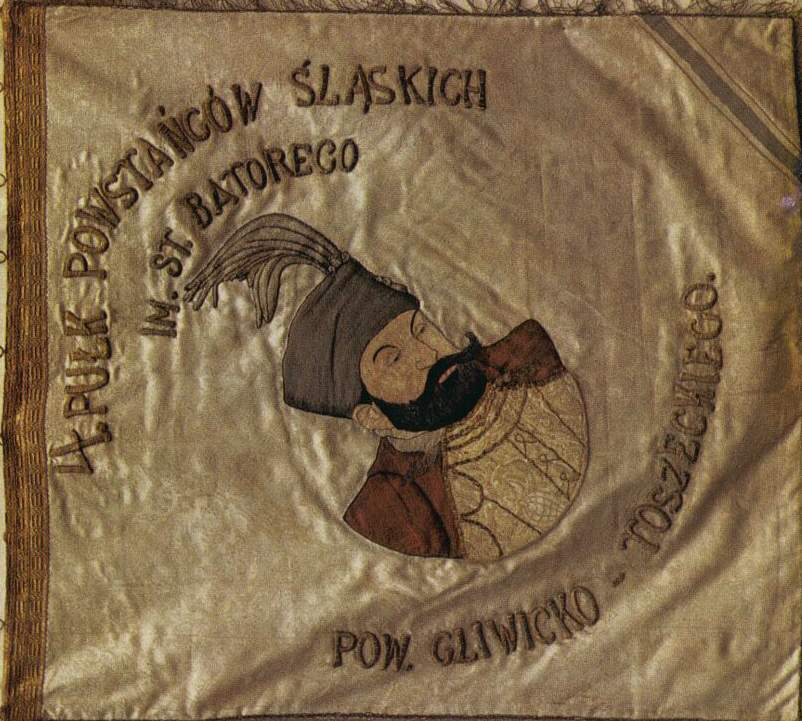
Sztandar 4 Pułku Powstańców Śląskich im. Stefana Batorego

4 (7) Gliwicki Pułk Piechoty im. Stefana Batorego – pułk piechoty polskiej okresu III powstania śląskiego, dowodzony przez por. Stanisława Mastalerza ps. "Karol Gorczek" i "Wiktor Gans".
W stosunku do tego pułku, w zależności od okresu, używano numeru 4 lub 7. Oddział miał także wiele nazw potocznych, np. 4 pułk powstańców gliwickich, 4 pułk powstańców śląskich, gliwicki pułk powstańców, pułk Batorego, pułk gliwicki, pułk Mastalerza i inne.
Do jego szeregów rekrutowali się ochotnicy z powiatu gliwicko-toszeckiego.